# La Guerre du chaos
La Guerre du chaos (titre original : The Chaoswar Saga) est une trilogie de fantasy écrite par Raymond Elias Feist.

## La série
Cette série comprend trois tomes :
1. Un royaume assiégé, 2012 ((en) A Kingdom Besieged, 2011)
2. Une couronne en péril, 2013 ((en) A Crown Imperilled, 2012)
3. La Fin du magicien, 2013 ((en) Magician's End, 2013)